# 日光のテカリ
日光のテカリ（にっこうのテカリ）は、日本の漫画家。

## 来歴
2018年、夏から漫画家志望として同人活動を開始。
2023年、12月発売の『コミック電撃だいおうじ』（KADOKAWA）VOL.124より『だらしないお姉さんを飼いたい』を連載開始。

## 作品リスト
- 狸メイドの信楽さん（『まんがタイムきららフォワード』2022年7月号[2]）
- 『だらしないお姉さんを飼いたい』KADOKAWA〈電撃コミックスNEXT〉全2巻（『コミック電撃だいおうじ』VOL.124[3] - VOL.139[4]）
  1. 2024年8月27日発売[5][6]、ISBN 978-4-04-915927-1
  2. 2025年6月26日発売[7]、ISBN 978-4-04-916547-0